# Andrij Deryzemlja
Andrij Deryzemlja (* 18. srpna 1977 Žovtneve) je ukrajinský biatlonista, jehož největším úspěchem v dosavadní kariéře jsou 2 bronzové medaile z MS 2007 ve sprintu a MS 2011 ve štafetě.

## Největší úspěchy

### Mistrovství světa
- MS v biatlonu 2007 v Anterselvě: 3. místo ve sprintu
- MS v biatlonu 2011 v Chanty-Mansijsku: 3. místo ve štafetě

#### Celkové hodnocení Světového poháru
- Světový pohár v biatlonu 1998/99 – 40. místo
- Světový pohár v biatlonu 1999/00 – 51. místo
- Světový pohár v biatlonu 2000/2001 – 31. místo
- Světový pohár v biatlonu 2001/2002 – 35. místo
- Světový pohár v biatlonu 2002/2003 – 30. místo
- Světový pohár v biatlonu 2003/2004 – 47. místo
- Světový pohár v biatlonu 2004/2005 – 31. místo
- Světový pohár v biatlonu 2005/2006 – 57. místo
- Světový pohár v biatlonu 2006/2007 – 30. místo
- Světový pohár v biatlonu 2007/2008 – 48. místo
- Světový pohár v biatlonu 2008/2009 – 21. místo
- Světový pohár v biatlonu 2009/2010 – 21. místo
- Světový pohár v biatlonu 2010/2011 – 37. místo
- Světový pohár v biatlonu 2011/2012 – 45. místo
- Světový pohár v biatlonu 2012/2013 – 23. místo
- Světový pohár v biatlonu 2013/2014 – 53. místo

## Vítězství v závodech SP

### Individuální
| Datum:         | Místo:                | Disciplína:               |
| 26. ledna 2003 | Rasen-Antholz, Itálie | Závod s hromadným startem |